# Chicago IX: Chicago's Greatest Hits
Chicago IX: Chicago's Greatest Hits je prvi kompilacijski album chichaške rock zasedbe Chicago. Izšel je leta 1975 pri založbi Columbia Records v stereo in SQ kvadrofonični verziji.
Album vsebuje vse dotedanje največje hite skupine od debitantskega albuma, Chicago Transit Authority (1969), pa do albuma Chicago VII (1974). Chicago VIII, ki je izšel le nekaj mesecev prej, zaradi nedavne izdaje ni bil vključen, Chicago III pa je bil spregledan zaradi pomanjkanja komercialno uspešnih singlov.
Chicago IX je postal takoj uspešen. Dosegel je vrh ameriške lestvice Billboard 200, na lestvici pa je ostal 72 tednov. V Združenem kraljestvu se ni uvrstil na lestvico. Od tedaj je prejel štirikratni platinasti certifikat s strani RIAA, prodanih pa je bilo več kot 5 milijonov izvodov. Čeprav ga je kompilacija The Very Best of Chicago: Only the Beginning (2002) presegla, je bil Chicago IX ponovno izdan pri založbi Rhino Records. Miksan in izdan je bil v stereu in kvadrofoniji.

## Seznam skladb
| Stran 1 | Stran 1                                     | Stran 1             | Stran 1                          | Stran 1                 |
| Št.     | Naslov                                      | Pisec               | Z albuma                         | Dolžina                 |
| ------- | ------------------------------------------- | ------------------- | -------------------------------- | ----------------------- |
| 1.      | „25 or 6 to 4‟                              | Robert Lamm         | Chicago (1970)                   | 4:51                    |
| 2.      | „Does Anybody Really Know What Time It Is?‟ | Lamm                | Chicago Transit Authority (1969) | 2:53 (LP, MC) 3:20 (CD) |
| 3.      | „Colour My World‟                           | James Pankow        | Chicago                          | 2:59                    |
| 4.      | „Just You 'n' Me‟                           | Pankow              | Chicago VI (1973)                | 3:42                    |
| 5.      | „Saturday in the Park‟                      | Lamm                | Chicago V (1972)                 | 3:54                    |
| 6.      | „Feelin' Stronger Every Day‟                | Peter Cetera/Pankow | Chicago VI                       | 4:14                    |

| Stran 2 | Stran 2                         | Stran 2       | Stran 2                   | Stran 2                 |
| Št.     | Naslov                          | Pisec         | Z albuma                  | Dolžina                 |
| ------- | ------------------------------- | ------------- | ------------------------- | ----------------------- |
| 6.      | „Make Me Smile‟                 | Pankow        | Chicago                   | 2:59                    |
| 7.      | „Wishing You Were Here‟         | Cetera        | Chicago VII (1974)        | 4:34                    |
| 8.      | „Call on Me‟                    | Lee Loughnane | Chicago VII               | 4:02                    |
| 9.      | „(I've Been) Searchin' So Long‟ | Pankow        | Chicago VII               | 4:29                    |
| 10.     | „Beginnings‟                    | Lamm          | Chicago Transit Authority | 6:28 (LP, MC) 7:51 (CD) |

Britanska verzija vsebuje dodatek skladbe »Never Been in Love Before« in skrajšano verzijo »I'm a Man« (3:27). Brazilska verzija vsebuje skladbo »Happy Man«, »25 or 6 to 4« pa je prestavljena na zadnje mesto prve strani. Skladbi »Feelin' Stronger Every Day« in »(I've Been) Searchin' So Long« sta izpuščeni.

## Osebje

### Chicago
- Peter Cetera – bas, kitara, glavni vokal, spremljevalni vokal
- Laudir de Oliveira – tolkala
- Terry Kath – kitare, glavni vokal, spremljevalni vokal
- Robert Lamm – klaviature, glavni vokal, spremljevalni vokal
- Lee Loughnane – trobenta, krilnica, tolkala, spremljevalni vokal
- James Pankow – trombon, tolkala, spremljevalni vokal
- Walter Parazaider – pihala, tolkala, spremljevalni vokal
- Danny Seraphine – bobni, tolkala

### Produkcija
- Oblikovanje: John Berg
- Logotip: Nick Fasciano
- Producent: James William Guercio
- Fotografija: Reid Miles

## Lestvice
Album
| Leto | Lestvica      | Mesto |
| ---- | ------------- | ----- |
| 1975 | Billboard 200 | 1     |
| 1976 | Billboard 200 | 1     |